# Иванов, Николай Владимирович (футбольный судья)
Никола́й Влади́мирович Ивано́в (род. 24 января 1964, Ленинград) — советский и российский футбольный судья, в прошлом футболист. Выступал на позиции полузащитника. Играл в командах Ленинграда и Ленинградской области. Судейскую карьеру начал в 1981 году, в 1990 году был допущен к играм второго дивизиона, в 1991 году — к играм первого. Матчи высшего дивизиона судил с 1996 года.
Лучший судья России 2004 года. Двукратный обладатель премии лучшему судье России «Золотая мантия» газеты «Спорт-Экспресс» (2009 и 2010). Судья ФИФА, судья премьер-группы УЕФА, обслуживал игры еврокубков, игры сборных. В ноябре 2011 года принял решение завершить свою карьеру, несмотря на то, что мог судить ещё один год. Всего обслужил 215 игр.

## Личная жизнь
По профессии — менеджер, увлекается баскетболом и минигольфом.